# Saint-Barthélemy-de-Bussière
Saint-Barthélemy-de-Bussière är en kommun i departementet Dordogne i regionen Nouvelle-Aquitaine i sydvästra Frankrike. Kommunen ligger i kantonen Bussière-Badil som tillhör arrondissementet Nontron. År 2022 hade Saint-Barthélemy-de-Bussière 215 invånare.

## Befolkningsutveckling
Antalet invånare i kommunen Saint-Barthélemy-de-Bussière
Referens:INSEE